# مازراتی ام‌سی۱۲
 مازِراتی اِم‌سی۱۲ (به انگلیسی: Maserati MC12؛ Tipo M144S) یک خودروی اسپرت دونفره با تولید محدود است که توسط مازراتی، خودروساز ایتالیایی، تولید شده تا بتواند در مسابقات قهرمانی جی‌تی به رقابت بپردازد. تولید این خودرو در سال ۲۰۰۴ آغاز شد و ۲۵ دستگاه از آن به تولید رسید. ۲۵ دستگاه دیگر از این خودرو نیز در سال ۲۰۰۵ تولید شد و تعداد خودروهای قابل خریداری توسط مشتریان به ۵۰ دستگاه رسید. با در نظر گرفتن ۱۲ اتومبیل تولیدشده برای مسابقات اتومبیل‌رانی، در مجموع تنها ۶۲ دستگاه از این خودروها تاکنون تولید شده‌اند.
طراحی و ساخت این خودرو توسط مازراتی، بر روی شاسی انزو فراری انجام شده است، اما اتومبیل نهایی بسیار بزرگتر بوده و از ضریب پسار پایین‌تری بهره‌مند است. ام‌سی۱۲ طویل‌تر، بزرگ‌تر و بلندتر بوده و نسبت به انزو فراری، که دارای شتاب سریع‌تر، عملکرد بهتر ترمز (فاصله ترمز کوتاه‌تر) و سرعت بالاتری است، از دماغهٔ تیزتر و منحنی‌های روان‌تری برخوردار است. بیشینهٔ سرعت ام‌سی۱۲، ۳۳۰ کیلومتر بر ساعت (۲۰۵ مایل بر ساعت) است؛ در حالی که بیشینهٔ سرعت انزو فراری، ۳۵۰ کیلومتر بر ساعت (۲۱۷٫۵ مایل بر ساعت) است.
ام‌سی۱۲ به نشانهٔ بازگشت مازراتی به مسابقات پس از ۳۷ سال ساخته شده‌است. نسخهٔ جاده‌ای این خودرو به‌منظور همگام‌سازی برای نسخهٔ مسابقه‌ای ساخته‌شد. یکی از پیش‌نیازهای شرکت در مسابقات جی‌تی، تولید حداقل ۲۵ دستگاه خودروی جاده‌ای است. سه اتومبیل مسابقه‌ای جی‌تی۱ با موفقیت چشمگیری وارد این مسابقات شدند. مازراتی در اواخر فصل ۲۰۰۴، ام‌سی۱۲ را وارد مسابقات جی‌تی کرد و در مسابقه‌ای که در پیست بین‌المللی جوهای برگزار شد، به پیروزی دست‌یافت. ام‌سی۱۲های مسابقه‌ای در سال ۲۰۰۵ وارد مسابقات سری لمانز آمریکا شدند، اما به‌سبب عدول از محدودیت اندازه و وزن مجبور به پرداخت جریمه شدند.

## توسعه
مازراتی به سرپرستی جورجیو آسکانلی، توسعهٔ یک خودروی مسابقه‌ای با صلاحیت ورود به مسابقات جی‌تی را آغاز کرد. این خودرو، که درنهایت نام ام‌سی۱۲ برای آن انتخاب شد، در ابتدا «ام‌سی‌سی» (مخفف عبارت "Maserati Corse Competizione") نامیده می‌شد و قرار بود همزمان با یک نسخهٔ جاده‌ای به نام «ام‌سی‌اس» (مخفف "Maserati Corse Stradale") توسعه یابد. عمدهٔ شکل‌دهی به بدنهٔ این خودرو توسط فرانک استفنسون، که در آن زمان مدیر بخش طراحی و توسعه مفهومی فراری-مازراتی بود، انجام شد، اما شکل اولیه به‌هنگام آزمایش در تونل باد و بر پایه ایده‌ای که توسط جورجتو جوجارو ارائه شده بود، ساخته شد. فرم بدنهٔ ام‌سی‌سی بسیار شبیه به ام‌سی۱۲ است، اما چندین تفاوت اساسی بین این دو مدل وجود دارد که مهم‌ترین آنها اسپویلر عقب است. آندره برتولینی در طول روند توسعهٔ این خودرو، به‌عنوان رانندهٔ ارشد آزمون کار می‌کرد، اگرچه برخی آزمایش‌ها توسط مایکل شوماخر، که چندین بار ام‌سی‌سی را در پیست فیورانو آزمایش کرده بود، انجام شد. در طی مراحل توسعه، پس از آن که مازراتی نام ام‌سی۱۲ را به‌عنوان نام رسمی این خودرو تثبیت کرد، نام ام‌سی‌سی توسط این شرکت کنار گذاشته‌شد.
این خودرو تا حد زیادی بر پایه انزو فراری ساخته شده و از یک نسخهٔ کمی اصلاح شده از موتور فراری اف۱۴۰ وی۱۲، جعبه دنده یکسان با انزو فراری (اما با نام اختصاصی «مازراتی کامبیوکورسا») و همان شاسی و همان چارچوب (طول محور بین چرخ‌ها) بهره‌مند است. شیشهٔ جلو تنها مؤلفهٔ خارجی قابل مشاهدهٔ ام‌سی۱۲ است که با انزو مشترک است. ام‌سی۱۲ از بدنه‌ای منحصر به فرد برخوردار است که عریض‌تر، طولانی‌تر و کمی بلندتر از انزو فراری است. علاوه بر نیروی رو به پایینی که توسط اسپویلر دو متری در عقب تأمین می‌شود، افزایش اندازهٔ بدنه نیز باعث ایجاد نیروی رو به پایین بیشتر در طول بدنهٔ ام‌سی۱۲ می‌شود.

## بررسی اجمالی

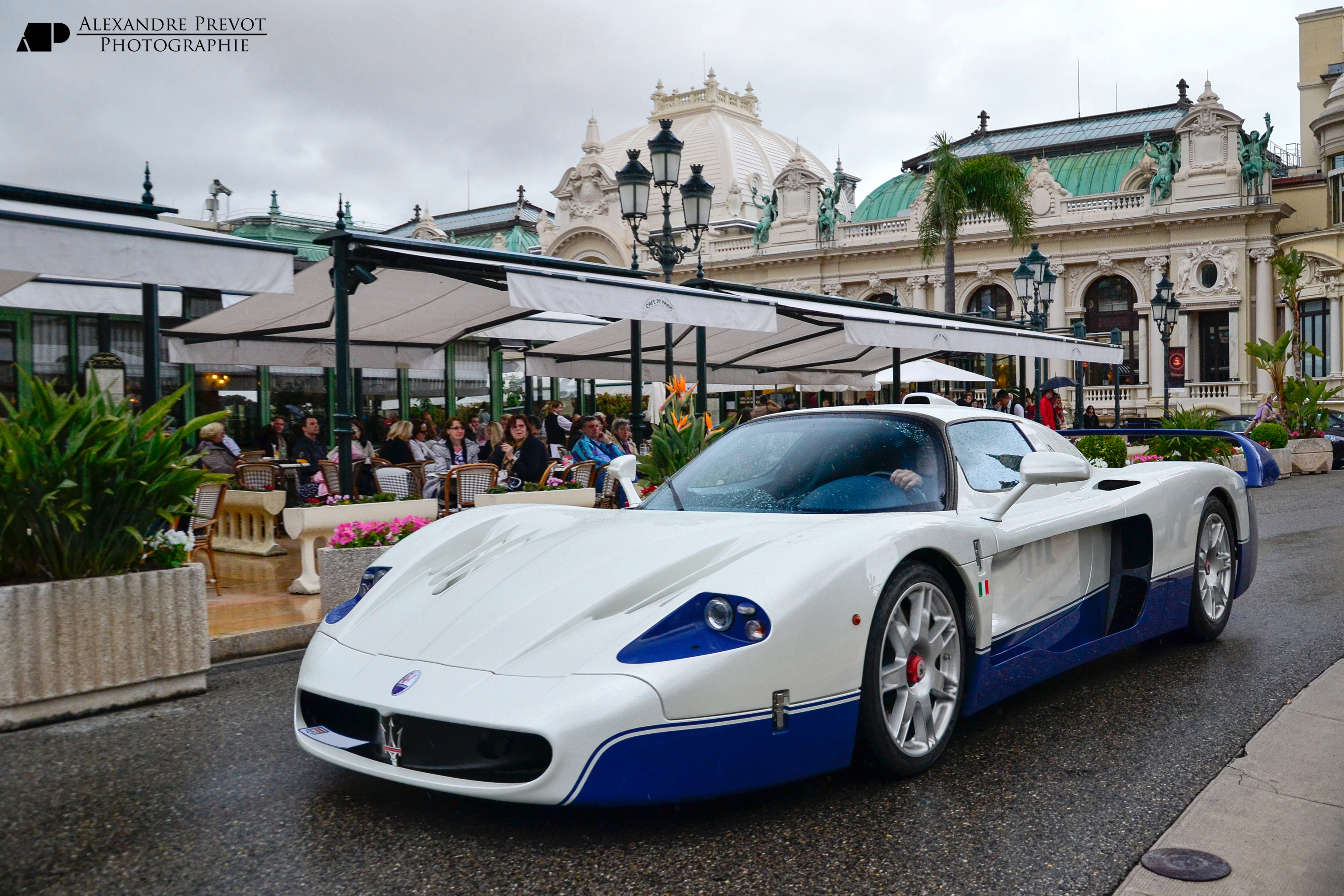
مازراتی ام‌سی۱۲ با رنگ کلاسیک سفید فوجی در کازینو مونت کارلو

ام‌سی۱۲ یک کوپهٔ دو در و دارای سقف تارگا است؛ اگرچه سقف جدا شدهٔ خودرو قابلیت قرار گرفتن در داخل خودرو را ندارد. پیکربندی موتور وسط-محور عقب (موتور بین دو محور اما در پشت کابین) مرکز ثقل را در وسط خودرو نگه می‌دارد که باعث افزایش پایداری و بهبود عملکرد خودرو در عبور از پیچ‌ها می‌شود. توزیع وزن این خودرو در حالت سکون معادل ۴۱٪ در جلو و ۵۹٪ در عقب است. با این حال، در زمان حرکت با سرعت بالا، نیروی رو به پایینی که توسط اسپویلر عقب ایجاد می‌شود، به اندازه‌ای بر روی توزیع وزن تأثیر می‌گذارد که در سرعت ۲۰۰ کیلومتر بر ساعت (۱۲۴ مایل بر ساعت) میزان نیروی رو به پایین در جلو به ۳۴٪ و در عقب به ۶۶٪ می‌رسد.

### فضای داخلی
اگرچه این خودرو به عنوان خودرویی جهت دریافت تأییدیهٔ ورود به مسابقات طراحی شده و در واقع نمونهٔ تعدیل شدهٔ یک خودروی مسابقه‌ای است، اما نظر بر این بوده است که فضای داخلی آن مجلل باشد. فضای داخلی ترکیبی از الیاف کربن پوشیده شده با ژل، چرم آبی و برایتکس نقره‌ای است، برایتکس یک مادهٔ مصنوعی است «برای صنعت مد بسیار گران‌قیمت است». کنسول مرکزی مجهز به یک ساعت آنالوگ بیضی‌شکل مازراتی و یک دکمه استارت آبی است، اما به دلیل عدم وجود رادیو، پخش استریو یا مکانی برای نصب سیستم صوتی  مورد انتقاد قرار گرفته‌است.

### نمای خارجی

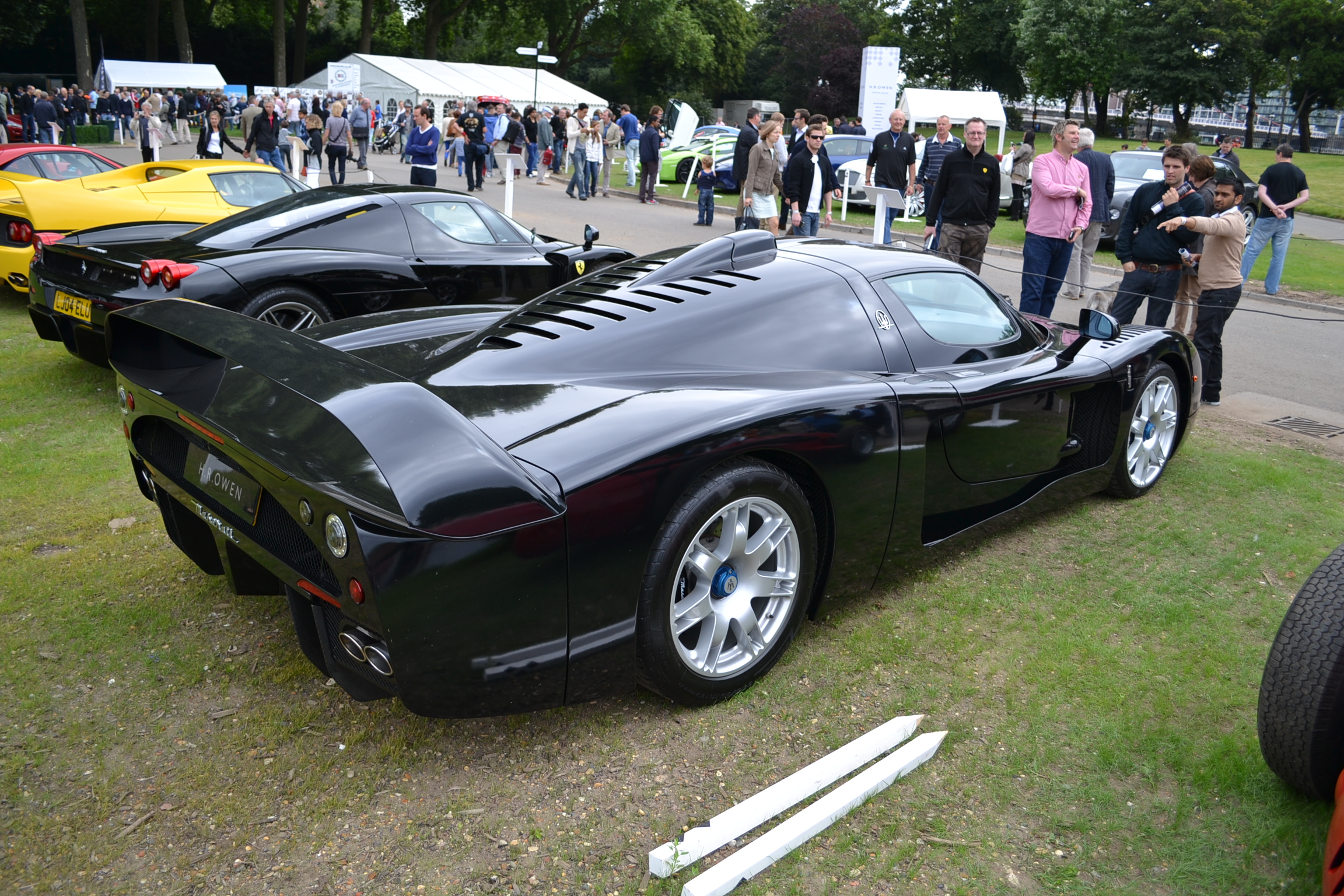
نمای عقب

بدنهٔ این خودرو که کاملاً از الیاف کربن ساخته شده، تحت آزمایش گسترده تونل باد قرار گرفت تا در تمام سطوح به حداکثر نیروی رو به پایین دست یابد. در نتیجهٔ این آزمایش‌ها، پهنای دو متر (۷۹ اینچ) و ضخامت تنها ۳۰ میلی‌متری (۱٫۲ اینچی) برای اسپویلر عقب، سطح صاف برای قسمت زیرین خودرو و دیفیوزرهایی برای سپر عقب خودرو جهت استفاده از اثر زمین در نظر گرفته شد. هوا از طریق یک هواگیر به داخل محفظهٔ موتور مکیده می‌شود؛ قرار گرفتن این هواگیر بر روی سقف کابین خودرو باعث بلندتر شدن ام‌سی۱۲ نسبت به انزو شده است. تنها ترکیب رنگی موجود برای رنگ‌آمیزی بدنهٔ ام‌سی۱۲، ترکیب سفید و آبی است. این ترکیب رنگ ادای احترامی است به تیم مسابقهٔ اَمریکا کامورادی که در اوایل دهه ۱۹۶۰ با خودروهای مازراتی تیپو برکیج در مسابقات اتومبیل‌رانی شرکت می‌کرد. با این حال، رنگ‌آمیزی‌های سفارشی برای بدنه نیز با پرداخت مبلغ اضافه در دسترس هستند. این خودرو با حس ناخوشایند ناشی از اندازهٔ بنده‌اش، که بسیار طویل بوده و از هامر اچ۲ نیز عریض‌تر است، شناخته می‌شود. این نکته، همراه با عدم وجود پنجرهٔ عقب، می‌تواند پارک کردن ام‌سی۱۲ را به یک چالش تبدیل کند.

### موتور
ام‌سی۱۲ از یک موتور وی۱۲ با زاویهٔ ۶۵°، حجم ۵٬۹۹۸ سانتی‌متر مکعب (۶٫۰ لیتر؛ ۳۶۶٫۰ اینچ مکعب) و وزن ۲۳۲ کیلوگرم (۵۱۱ پوند) برخوردار است که مشتق‌شده از فراری انزو بوده و به‌صورت طول نصب شده‌است. هر سیلندر این موتور دارای چهار سوپاپ است و به‌واسطهٔ یک سامانه پاشش خشک روان‌کاری شده و نسبت تراکم آن برابر با ۱۱٫۲: ۱ است. تمام این موارد به دستیابی به بیشینهٔ گشتاور ۶۵۲ نیوتن متر (۴۸۱ پوند-فوت) در ۵٬۵۰۰ دور بر دقیقه و بیشترین توان ۶۳۰ اسب بخار متری (۶۲۱ اسب بخار؛ ۴۶۳ کیلووات) در ۷٬۵۰۰ دور بر دقیقه انجامیده‌است. خط قرمز دور موتور این خودرو بر روی ۷۵۰۰ دور در دقیقه است — اگرچه افزایش آن تا ۷٬۷۰۰ دور بر دقیقه نیز ایمن است — در حالی که خط قرمز دورشمار موتور مدل انزو روی ۸٬۰۰۰ دور بر دقیقه است.
مازراتی ام‌سی۱۲ می‌تواند شتاب ۰ تا ۱۰۰ کیلومتر بر ساعت (۶۲ مایل بر ساعت) را در ۳٫۸ ثانیه (گرچه مجله موتور ترند ۳٫۷ ثانیه را برای آن ثبت کرده‌است) و ۰ تا ۲۰۰ کیلومتر بر ساعت (۱۲۴ مایل بر ساعت) را در ۹٫۹ ثانیه طی کند. این خودرو می‌تواند از حالت کاملاً ثابت ۱⁄۴ مایل را در ۱۱٫۳ ثانیه با سرعت نهایی ۲۰۰ کیلومتر بر ساعت (۱۲۴ مایل بر ساعت) یا یک کیلومتر ایستاده در ۲۰٫۱ ثانیه طی کند. حداکثر سرعت آن نیز ۳۳۰ کیلومتر بر ساعت (۲۰۵ مایل بر ساعت) است.
نیرو از طریق یک دنده خودکار شش سرعته نصب شده در عقب به چرخ‌ها می‌رسد. جعبه دنده همان گیربکس انزو (تنظیم شده با نسبتهای مختلف دنده) است اما به «مازراتی کامبیوکورسا» تغییر نام داده شده. زمان مورد نیاز برای تغییر دنده تنها ۱۵۰ میلی ثانیه است و در حالت مکانیکی نیز ۲۱۵ میلیمتر (۸٫۵ اینچ) کلاچ خشک دوقلو کار می‌کند.
| دنده | ۱       | ۲       | ۳       | ۴       | ۵       | ۶       | رانش نهایی |
| ---- | ------- | ------- | ------- | ------- | ------- | ------- | ---------- |
| ضریب | ۳٫۱۵: ۱ | ۲٫۱۸: ۱ | ۱٫۵۷: ۱ | ۱٫۱۹: ۱ | ۰٫۹۴: ۱ | ۰٫۷۱: ۱ | ۴٫۱۰: ۱    |

### شاسی
شاسی ام‌سی۱۲ یک بدنه واحد است که از کربن و نومکس ساخته شده‌است و یک زیر شاسی آلومینیومی در قسمت جلو و عقب قرار دارد. این خودرو یک نوار چرخان دارد تا از استحکام ، راحتی و ایمنی بیشتری برخوردار باشد. سیستم تعلیق دو جناقی با فشار میله‌ای فنر پیچه‌ای، به خودرو ثبات می‌دهد و کمک‌فنرها یک سواری آسوده را برای مسافر فراهم می‌کنند. با فشار دادن دکمه ای می‌توان کمک‌فنرهای جلویی را کمی بلندتر نمود تا خودرو بتواند از برآمدگی‌های جاده در سرعت بالا به راحتی عبور کند. برای تنظیم شاسی دو حالت در نظر گرفته شده که می‌توان با یک دکمه در کابین نیز آن را تعیین کرد: حالت «اسپورت» که تنظیم پیش‌فرض است و حالت «مسابقه» که ویژگی تنظیم ضد لغزش روبرت بوش گ‌ام‌پ‌های سامانه مهار کشش را با اندازه کم‌تری دارد. همچنین در این حالت تغییر دنده سریع‌تر و تعلیق، سفت‌تر است.

### چرخ‌ها

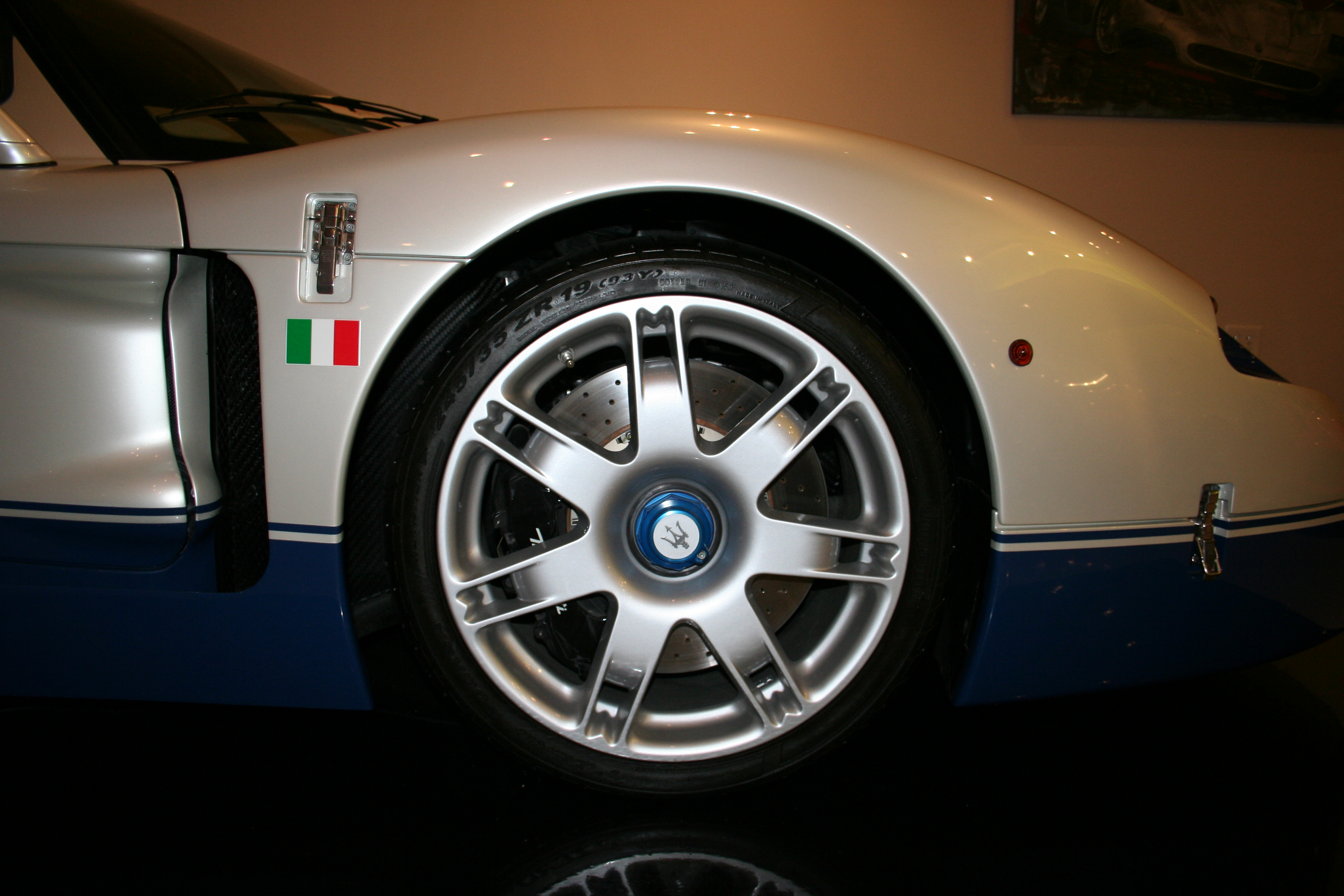
چرخ مازراتی ام‌سی۱۲

ام‌سی۱۲ دارای چرخ‌های ۴۸۰ میلی‌متری (۱۹ اینچ) است که عرض آن‌ها نیز ۲۳۰ میلی‌متر (۹ اینچ) در چرخ جلو و ۳۳۰ میلی‌متر (۱۳ اینچ) در چرخ عقب است. لاستیک‌ها از مدل «پیرلی پی زیرو کورسا» با کدهای ۲۴۵/۳۵ زی‌آر ۱۹ برای لاستیک‌های جلو و ۳۴۵/۳۵ زی‌آر ۱۹ برای لاستیک‌های عقب هستند. ترمزها برمبو دیسکی با سیستم ترمز ضد قفل یا بوش اِی‌بی‌اِس هستند. ترمزهای جلو دارای قطر ۳۸۰ میلی‌متر هستند (۱۵ اینچ) با کالیپرهای شش پیستونی و ترمزهای عقب دارای قطر ۳۳۵ میلی‌متر (۱۳٫۲ اینچ) با کالیپرهای چهار پیستونی هستند. مهره‌های چرخ قفل میانی که چرخ‌ها را به شاسی وصل می‌کنند، با رنگ از یکدیگر متمایز شده‌اند؛ به گونه‌ای که قرمز در سمت چپ خودرو و آبی در سمت راست آن قراردارد.

## نظرات
این خودرو به‌طور عمومی با نظرات متفاوتی روبرو بوده و برخی منتقدان گفته‌اند که رانندگی با این خودرو سخت بوده و قیمت آن نیز بیش از اندازه گران است و همچنین، اندازه خودرو خیلی بزرگ است. از دیگر انتقادها می‌توان به عدم وجود صندوق عقب، پنجره عقب، تایر یدکی، رادیو و محدود بودن موتور اشاره کرد. راننده فعلی تیم مسابقه ویتافون، آندریا برتولینی، که همچنین راننده اصلی آزمایش در طول طراحی خودرو نیز بوده اظهار داشته که این خودرو «خوب واکنش نشان می‌دهد و در واکنش‌های خود بسیار قابل اعتماداست.»
استیگ، راننده تست‌کننده در مجموعه تلویزیونی تخت گاز، ام‌سی۱۲ را تست کرد و با پیروزی ۱: ۱۸٫۹ در اطراف مسیر تخت گاز — ۰٫۱ ثانیه نمره‌ای سریعتر از تست خود با انزو فراری به دست آورد. جرمی کلارکسون یکی از مجریان برنامه نیز نیز آن را سوار شد و آن را با مازراتی بای‌توربو، خودرویی که از آن خوشش نمی‌آمد، مقایسه کرد. کلارکسون با انتقاد زیاد از این خودرو، خاطرنشان کرد: برخلاف انزو این خودرو پنجره عقب ندارد. علی‌رغم انتقادات، او از سوار راحت خودرو تعریف‌کرد.
فرانک مارکوس، منتقد مجله موتور ترند، نظر مثبت تری داشت. وی گفت: "علی رغم شک و تردید اولیه ،" معلوم می‌شود که انزو در جاده‌ها به عنوان یک خودرو مازراتی در اتومبیل سواری خیابانی راحت تر و جذاب تر می‌نماید. " مارکوس با تجلیل از ثبات ترمز و قابلیت جابجایی ام‌سی۱۲، به ویژه رانش مجاز از کنترل کشش هنگام پیچیدن، اظهار کرد: "هیچ‌کدام از محدودیت‌های دست‌وپاگیر را که ما در انزوی افراطی از آن انتقاد می‌کردیم در این خودرو وجود ندارد. حتی بیشتر از یک هوندا ان‌اس‌ایکس می‌توان از عیب‌های آن گذشت. "
هنگامی که مجله اتومبیل یک ام‌سی۱۲ را آزمایش کرد، پرستون لرنر منتقد، آن را «کاربرپسند» خواند و از حساسیت و سادگی رانندگی با آن تقدیر کرد. لرن کار فرانک استیفنسون را با یک ظاهر طراحی داخلی و خارجی اتومبیل تصدیق کرد و آن را به عنوان خودرویی «سرعتی-ورزشی» قلمداد نمود؛ اما «بدون اینکه به نظر برسد که یک سیویک نیتروس شده باشد». وی همچنین از سطح مداخله اِی‌اِس‌آر تعریف کرد و اظهار داشت که «به شما اجازه می‌دهد تا پیش از شروع کار به‌طور قابل توجهی سرگرم شوید».

## مسابقه

### اِف‌آی‌اِی جی‌تی
در سال ۲۰۰۴ مازراتی سه اتومبیل مسابقه ام‌سی۱۲ جی‌تی۱ را برای کلاس اف‌آی‌ای جی‌تی۱ در نظر گرفت. تیم منتخب کارخانه ای‌اف کورس اولین مسابقه را در ایمولا برگزار کرد، اما اف‌آی‌ای اجازه نداد ام‌سی۱۲ به دلیل همانندی بحث‌برانگیز آن، امتیاز کسب کند. تیم حتی با این عقب افتادگی موفق به کسب مقام‌های دوم و سوم شد. در مرحله بعدی در اسکارلبن، ام‌سی۱۲ آندریا برتولینی و میکا سالو برای اولین بار به پیروزی رسیدند. در دور پایانی سال در اف‌آی‌ای ژوهای، سرانجام موافقت شد که ام‌سی۱۲ها را همانند کند و به آنها اجازه داده شد به جهت قهرمانی امتیاز بدست آورند. با این کار، ام‌سی۱۲ دوباره پیروز شد و این باعث شد امتیازات کافی کسب کند تا بتواند در مسابقات قهرمانی تیم‌ها رده ۷ ام را به بدست آورد.

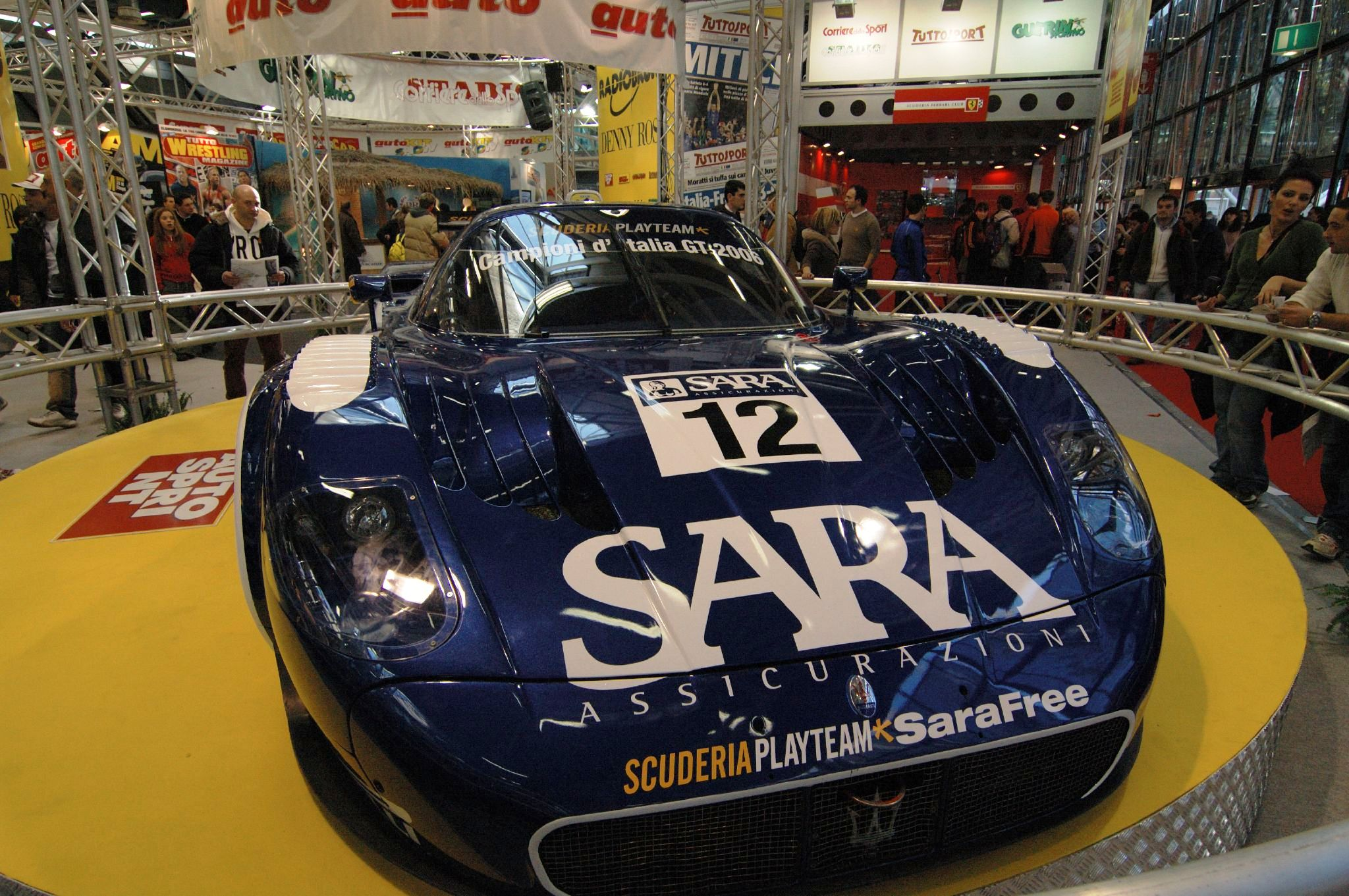
اتومبیل Scuderia Playteam درمسابقات قهرمانی اف‌آی‌ای جی‌تی

در سال ۲۰۰۵ مازراتی با ۲۳۹ امتیاز در مسابقات جام جهانی اف‌آی‌ای جی‌تی، تقریباً دو برابر رقیب بعدی (فراری با ۱۲۵ امتیاز) توانست جام قهرمانی را بدست آورد. دو تیم که ام‌سی۱۲ها را وارد اف‌آی‌ای جی تی، مسابقات ویتافون و مسابقات جی‌ام‌بی کردند، به ترتیب مقام اول و دوم را در جام حذفی تیم به دست آوردند و این در حالی بود که برد آن‌ها در مسابقات ویتافون با اختلاف قابل توجهی همراه بود. در شروع مسابقه نهایی سال ۲۰۰۵، چهار راننده ام‌سی۱۲ برای کسب عنوان رانندگان اف‌آی‌ای جی‌تی در پیست بین‌المللی بحرین در مسابقه حضور داشتند که کارل وندلینگر و آندریا برتولینی هر کدام ۷۱ امتیاز و تیمو شایدر و مایکل بارتلز ۷۰ امتیاز کسب کردند. گابریل گاردل از تیم فراری نیز۷۰ امتیاز کسب کرده بود اما با این وجود در مسابقه حساس و مهم، خود را از همه مازراتی‌ها جلوتر انداخت؛ در حالی که یک فراری قدیمی تر را سوار شده بود. گاردل این عنوان را بدست آورد و همه رانندگان مازراتی را در چهار امتیاز اول رده‌های بعدی قرار داد (شایدر و وندلینگر چهار امتیاز برای این مسابقه کسب کردند).
در سال ۲۰۰۶ تنها تیم نماینده مازراتی ویتافون رسینگ بود. در ۳۰ سپتامبر ۲۰۰۶، ویتافون مقام قهرمانی را در فصل ۲۰۰۶ مسابقات قهرمانی اف‌آی‌ای جی‌تی را با وجود آن که رانندگانش در مسابقات ۵۰۰ کیلومتری بوداپست در جایگاه پنجم و هفتم قرار گرفتند و با مجازات وزن زیاد به ترتیب ۸۵ کیلوگرم و ۱۰۵ کیلوگرم روبرو بود، بدست آوردند. برتولینی و بارتلز نیز با ۷۱ امتیاز مقام اول مسابقات قهرمانی رانندگان را به دست آوردند اما جام قهرمانی تولیدکنندگان به استون مارتین رسید.
ویتافون رسینگ بار دیگر در فصل ۲۰۰۷ با کسب ۱۱۵ امتیاز قهرمان مسابقات جی‌تی۱ تیم‌های قهرمانی شد، و در ادامه تیم ۶۳ ام‌سی Scuderia Playteam Sarafree با ۶۳ امتیاز به پیروزی رسید. جی‌إی‌ام رسینگ همچنین دو ام‌سی۱۲ را وارد مسابقات کرد، اما آنها توسط رانندگان آماتور در رقابت در جام سایتیشن که توسط راننده جی‌بی‌ام بن اکات برنده شد، مورد استفاده قرار گرفتند. مازراتی همچنین در حالی که توماس بایاگی با فاصله قهرمان رانندگان شد، جام تولیدکنندگان را به دست آورد. میگوئل راموس و کریستین مونتاناری رانندگان همکار ویتافون مقام ششم را کسب کردند؛ در حالی که آندریا برتولینی و آندره پیچینی از پلی‌تیم عقب بودند.
برای سال ۲۰۰۸، ویتافون رسینگ با یک جفت ام‌سی۱۲ برای رانندگان آندریا برتولینی، مایکل بارتلز، و میگوئل راموس، و همچنین الکساندر نگریو تازه‌وارد بازگشت. این فصل با قهرمانی تیم‌های دیگر برای ویتافون ریسینگ (۱۲۲٫۵ امتیاز) و قهرمانی رانندگان برای برتولینی و بارتلز به پایان رسید. در دور نهم، این تیم یک اتومبیل سوم را با نام تیم ویتاسیستم ساخت که توسط پدرو لمی و ماتئو بابی هدایت می‌شد و یک امتیاز به دست آورد. جی‌بی‌ام رسینگ یک ام‌سی۱۲ مجزا برای برنده جام سایتیشن در سال ۲۰۰۷ بن اکات و دیگر رانندگان همچون پیتر کوتمن و آلن فرته در نظر گرفت که در پنج رویداد اول قهرمانی به رقابت پرداختند.
در فصل ۲۰۰۹، ویتافون ریسینگ پنجمین قهرمانی پیاپی تیم را کسب کرد، در حالی که برتولینی و بارتلز سومین قهرمانی رانندگان خود را بدست آوردند. دو راننده دیگر میگوئل راموس و الکس مولر بودند که در رده ششم به خط پایان رسیدند. با شروع دور چهارم، این تیم یک خودرو سوم را با نام ویتافون ریسینگ تیم دی‌اچ‌ال وارد مسابقات کرد که توسط متیو بابی و اَلِساندرو پیِر گیدی رانده می‌شد و به نتایج خوبی نیز دست یافت. با وجود اینکه تنها یک تیم تک‌خودرویی بودند که تنها تا قسمتی از فصل را مسابقه داده بودند، توانستند در مسابقات قهرمانی تیم‌های کشوری در رده چهارم (با ۳۲ امتیاز) در آخرین دور یک پیروزی به دست آورند.

### مسابقات جهانی اف‌آی‌ای جی‌تی۱
با افتتاح مسابقات قهرمانی جهانی اف‌آی‌ای جی‌تی۱ در سال ۲۰۱۰، مازراتی با ورود دو تیم به تعهد خود به این سریال ادامه داد. تیم ویتافون ریسینگ، مدافع عنوان قهرمان اف‌آی‌ای جی‌تی، در مسابقات جهانی رانندگان و تیم‌های جهان پنج قهرمانی را به دست آورد، اما مازراتی در مسابقات جایزه سازندگان به استون مارتین باخت. دومین تیم نماینده مازراتی، آلفرد هگر تیم Triple H Hegersport بود.

### جی‌تی ایتالیایی
ام‌سی۱۲ها در ایتالیا مسابقه موفقیت‌آمیز داشته‌اند و جی‌تی۳ «مازراتی تروفیو لایت» را به عنوان نماینده مازراتی در مسابقات GT ایتالیا جایگزین کرده‌اند. در سال ۲۰۰۵ مازراتی دو بخش ام‌سی۱۲ را به بخش جی‌تی۱ تحت اسکودریا پلی‌تیم و ریسینگ باکس معرفی کرد که تیم‌ها به ترتیب اول و سوم شدند. در سال ۲۰۰۶ این اتومبیل دوباره وارد بازار شد، و دوباره اسکودریا پلی‌تیم پیروزی کلی را کسب کرد و ریسینگ باکس دوم شد. از سال ۲۰۰۷، اتومبیل‌های جی‌تی۱ در مسابقات قهرمانی مجاز به شرکت نبوده‌اند و اسکودریا پلی‌تیم به مسابقات قهرمانی اف‌آی‌ای جی‌تی منتقل شده‌است.
ریسینگ باکس همچنین در مسابقات غیرقهرمانی ۶ ساعتی والِلونگا دو بار شرکت کرده‌است، در سال ۲۰۰۵ با میشل روگو، لئوناردو ماددلنا، و داوید ماستراچی، و سپس دوباره در سال ۲۰۰۶ با پدرو لمی، مارکو سیوسی، و پیرجیوسپه پراززینی که موفق به پیروزی شدند.

### سوپر جی‌تی
در سال ۲۰۰۶، تیم برنده لباس لمانز قصد مسابقه با مازراتی ام‌سی۱۲ در سری سوپر جی‌تی در ژاپن را داشت. با این حال، این تیم به دلیل مشکلات راننده مجبور به عقب‌نشینی شد (یان مگنوسن ناگهان بیمار شد و به دانمارک بازگشت) و بارها تجارب ناامید کننده‌ای در دور موتور سوزوکا هنگام آزمایش، متحمل شد. در حالی که این خودرو سریعتر از رقبای نمونه اولیه سوپر جی‌تی خود در قسمت پایینی مسیر بود، به دلیل آیرودینامیک ضعیف تر، در هر گوشه ای هنگام چرخش بیش از یک ثانیه از دست می‌داد.

### سری لمانز آمریکا

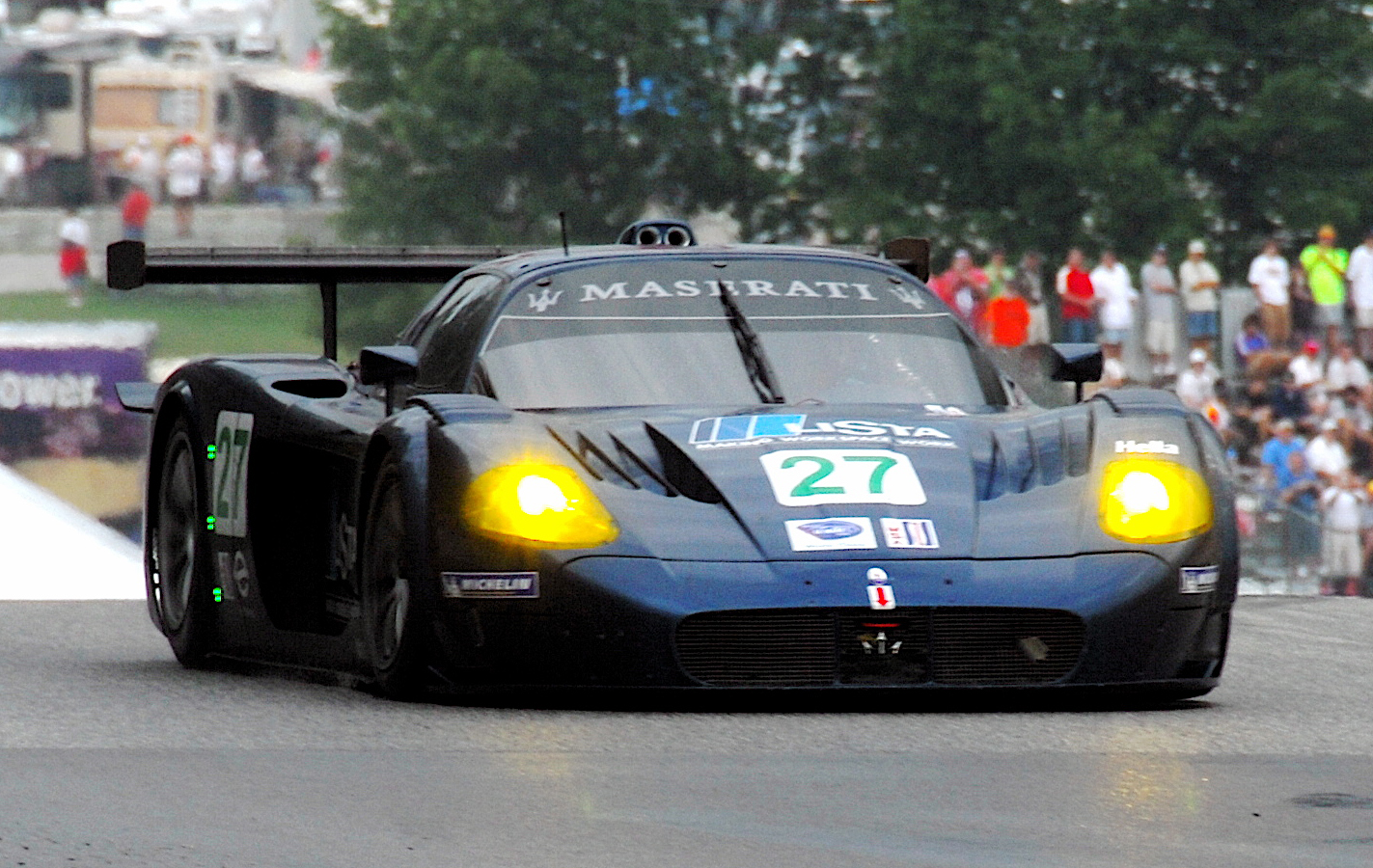
اتومبیل مسابقه‌ای دوران ام‌سی‌تی جی‌تی۱ در Road America در سال ۲۰۰۷.

در سال ۲۰۰۴، ام‌سی۱۲ها قادر به رقابت در سری‌های تحت حمایت ای‌سی‌او نبودند، مانند سری لومانز اندورنس (LMES) در اروپا و سری لومانز (ALMS) آمریکایی، زیرا طول و عرض آن‌ها در کلاس خود بیش از اندازه بود. در تلاش برای پیروی از مقررات جلوبندی خودرو ۲۰۰ میلی‌متر کوتاه شد (۷٫۹ اینچ)، اما هنوز ۶۶ میلی‌متر (۲٫۶ اینچ) اضافه بود. در سال ۲۰۰۵، هیئت مدیره ALMS، انجمن بین‌المللی ورزش موتور (IMSA)، به ام‌سی۱۲ها اجازه داد که به عنوان مهمان با این توافق شرکت کنند که مجاز به گرفتن امتیازات قهرمانی نباشند و از همین رو، مجبور به پرداخت مجازات وزنه اضافه شدند. برخی از تیم‌های ALMS ابتدا به دلیل احتمال اینکه یک تصادف بتواند شانس آنها را در ۲۴ ساعت ل مانس از بین ببرد، مخالفت خود را با شرکت ام‌سی۱۲ بیان کردند، اما سرانجام ام‌سی۱۲ اجازه مسابقه یافت. ا، ی‌سی‌او با ممنوعیت ورود آن به سری دیگر لومانز، موافقت کرد.
ام‌سی۱۲ تنها می‌تواند زیر پرچم مازراتی کورس وارد کمپین شود، اما توسط تیم آمریکایی ریسی کامپتیزیون رانده شود. فصل ۲۰۰۵ سری آمریکایی ل مانس برای این تیم چندان موفق نبود و تیم هیچ پیروزی کسب نکرد. در مسابقه آخر در مزدا ریسوی لاگونا سکا، ام‌سی۱۲ توسط یک رقیب کنار زده شد و باعث خسارت شد که منجر به توقف طولانی شد. پس از از سرگیری مسابقه، از بین رفتن کشش ناشی از لاستیک‌های سرد باعث شد ماشین به کناره برخورد کند؛ که این حادثه سبب شد رادیاتور خراب شده و ام‌سی۱۲ از مسابقه خارج شود.
در اوت سال ۲۰۰۷، فردی لیونهارد و دیدیه تیز از آماده‌سازی اف‌آی‌ای جی‌تی ام‌سی۱۲ سابق برای استفاده در سریال آمریکایی لومانز خبر دادند. این خودرو در جاده‌های آمریکا اولین بازی خود را انجام داد و پس از کسب رقابت در مرحله ۳، در کلاس جی‌تی۱به خط پایان رسید. تنها مسابقه دیگر راند ۱۱ در جاده آتلانتا برای پیت لو مانز بود که تیم پس از تصادف نتوانست به خط پایان برسد، اما با این وجود توانست در رده دوم کلاس قرار گیرد. مازراتی دوران اما در قطب کلاس واجد شرایط بود. تیم لاستیک میشلین را به جای پیرلی که در اصل توسط مازراتی کرس در سال ۲۰۰۵ استفاده می‌شد، انتخاب کرد و همچنین به آن اجازه داده شد که در مسابقه با یک باله تمام عریض عقب به جای باله کوچکتر مورد استفاده مازراتی کرس و تیم‌های دیگر اف‌آی‌ای جی‌تی شرکت کند. اگر چه باله آن‌قدرها بلند نبود. آی‌ام‌اس‌ای همچنین به دوران اجازه داد تا در مسابقات قهرمانی سری لومانز آمریکا امتیاز کسب کند.

## ام‌سی۱۲ ورزیونه کورس

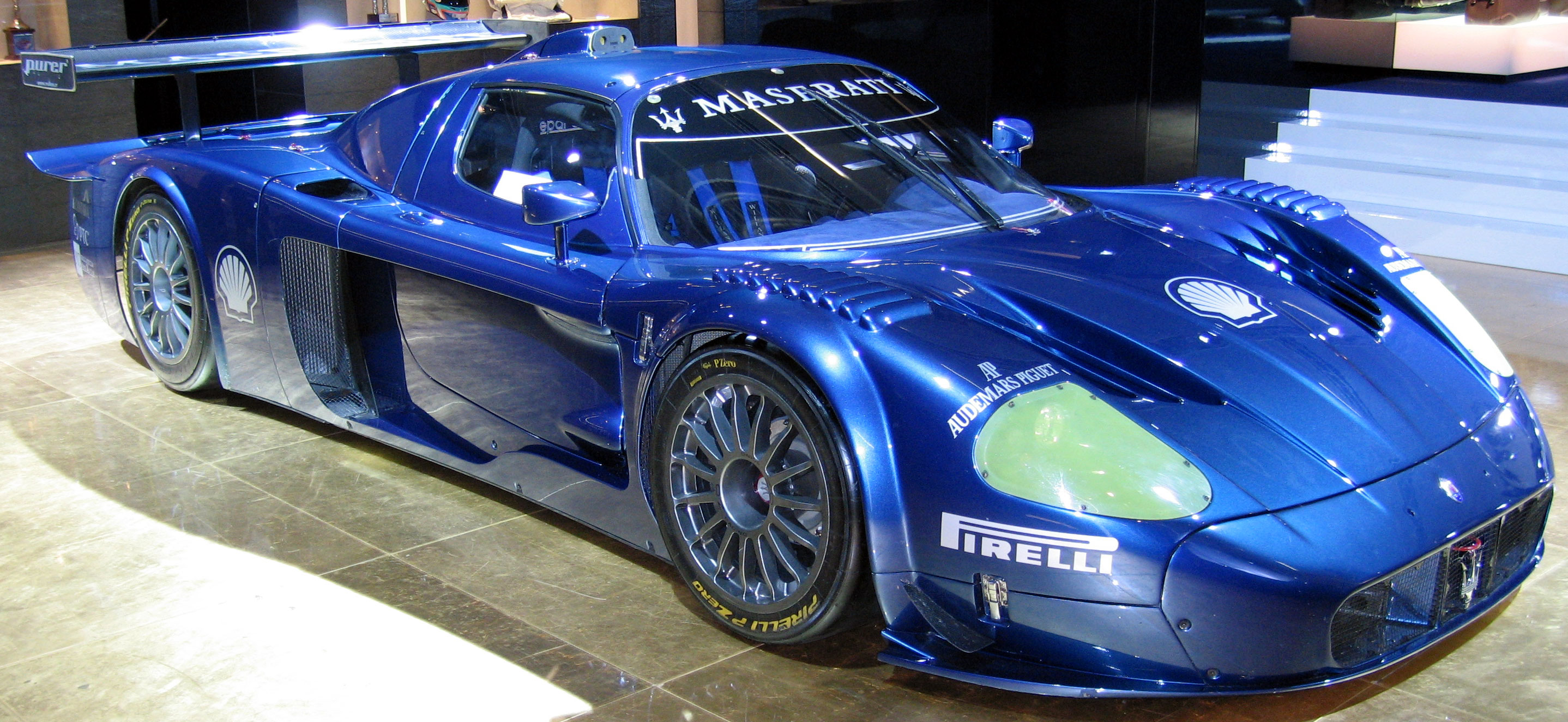
مازراتی ام‌سی۱۲ کورس

کورس نوعی از ام‌سی۱۲ است که برای میدان مسابقه در نظر گرفته شده‌است. برخلاف نسخه مسابقه ام‌سی۱۲، که نسخه‌های قانونی آن برای اهداف همولوژیک تولید شده‌است، ام‌سی۱۲ کورس برای بهره‌برداری‌های خصوصی در نظر گرفته شده‌است؛ البته تنها محدود به مسیر مسابقه؛ چراکه تغییراتی که در کورس داده شده سبب می‌شود که رانندگی آن در جاده غیرقانونی باشد.
کورس به‌طور مستقیم از روی ام‌سی۱۲ جی‌تی۱ ساخته شد و توانست در سال ۲۰۰۵ جام اف‌آی‌ای جی‌تی تولیدکنندگان را کسب کرد. این خودرو در اواسط سال ۲۰۰۶ وارد بازار شد و به گفته ادوارد باتلر، مدیر کل مازراتی در استرالیا و نیوزلند تولید آن «در پاسخ به تقاضای مشتری برای تملک اتومبیل مسابقه ای ام‌سی۱۲ و با رشد روزافزون توجه به روزهای مسابقه‌ای، که در آن مالکان می‌توانند ماشین‌های خود را با سرعت بالا و با امنیت یک مسیر مسابقه سوار شوند» انجام شد. همچون فراری اف‌ایکس‌ایکس، گرچه دارندگان آن خصوصی هستند، مازراتی مسئولیت انبارداری، تعمیر و نگهداری اتومبیل‌ها را بر عهده دارد و فقط در روزهای مسابقه‌ای ویژه اجازه رانندگی دارند. بر خلاف اف‌ایکس‌ایکس، کورس‌ها برای تحقیق و توسعه استفاده نمی‌شوند و فقط برای سرگرمی استفاده می‌شوند. سه ام‌سی۱۲ کورس توسط شرکت تیونینگ آلمانی ادو کامپیتیشن به خودرو جاده‌ای تبدیل شده و از افزایش قدرت اندک، سیستم اگزوز ورودی پروانه ای و سیستم تعلیق قابل تنظیم جاده در آن‌ها استفاده شده‌است.
تنها ۱۲ عدد ام‌سی۱۲ به مشتریان منتخب فروخته شد که هرکدام ۱ میلیون یورو معادل ۱٫۴۷ میلیون دلار آمریکا برای این مزیت پرداخت کردند. سه دستگاه دیگر نیز برای آزمایش و اهداف تبلیغاتی تولید شده‌است. موتور کورسبا موتور ام‌سی۱۲ جی‌تی۱ مشترک است. این خودرو ۷۵۵ اسب بخار متری (۵۵۵ کیلووات؛ ۷۴۵ اسب بخار) نیرو تولید می‌کند در ۸۰۰۰ دور در دقیقه، ۱۲۲ اسب بخار متری (۹۰ کیلووات؛ ۱۲۰ اسب بخار) که این بیشتر از ام‌سی۱۲ جاده‌ای است. کورس دارای دماغه کوتاه شده جی‌تی۱ است که این یک الزام برای ورود به سری لومانز آمریکایی بود. این خودرو در یک رنگ استاندارد با نام «آبی پیروزی» موجود بود، هرچند که در صورت درخواست مشتری امکان تعیین رنگ خودرو به صورت سفارشی وجود داشت. ام‌سی۱۲ کورس دارای ترمزهای فولادی / کربنی است اما به سیستم ترمز ضد قفل مجهز نیست.

## بردکیج هفتاد و پنجم

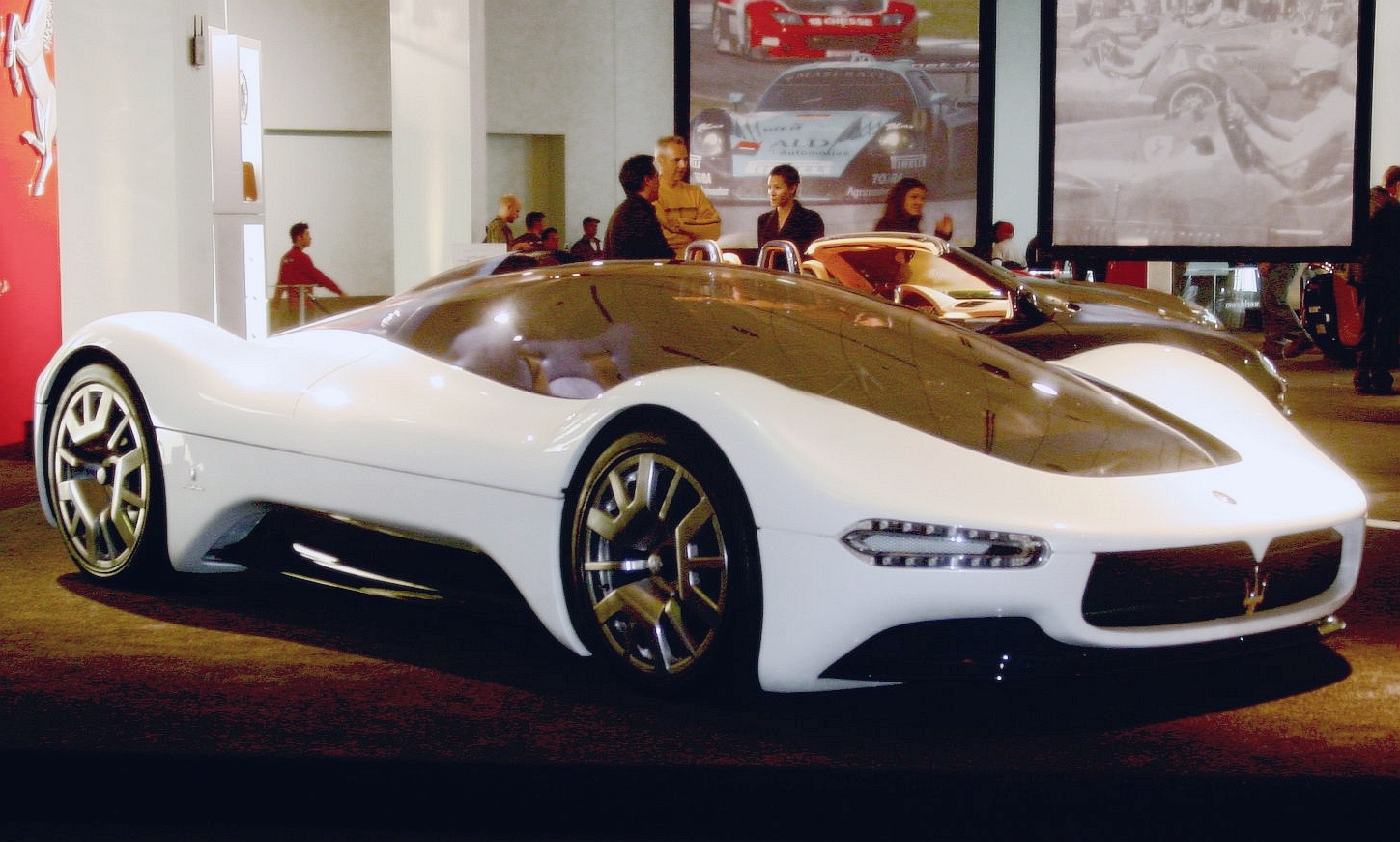
مازراتی بردکیج هفتاد و پنجم در نمایشگاه اتومبیل لوس آنجلس به سال ۲۰۰۶.

بردکیج هفتاد و پنجم یک خودروی مفهومی است که توسط شرکت خودروسازی مازراتی ساخته شده و توسط پینینفارینا طراحی شده‌است. این خودرو نخستین بار در نمایشگاه خودرو ژنو و به سال ۲۰۰۵ معرفی شد و بر پایه شاسی ام‌سی۱۲ طراحی شده بود. این خودرو از مازراتی تیپو ۶۱ دهه ۱۹۶۰ الهام گرفته و به عنوان نمادی از ۷۵ سالگی پینینفارینا ساخته شده‌است.